# Gospel For Asia Football Club
O Gospel For Asia Football Club mais conhecido como GFA F.C. é um clube de futebol com sede no Estados de Chin, Myanmar. A equipe compete no Campeonato Birmanês de Futebol.

## História
O clube foi fundado em 2013.